# Fiddlin' John Carson
John Carson, dit Fiddlin' John Carson, né le 23 mars 1868 et mort le 11 décembre 1949, est un violoniste américain de musique country.

## Biographie
John Carson passe son enfance dans une ferme en Géorgie. Il apprend à jouer sur un violon ramené d'Irlande par son grand-père. Il est jockey dans sa jeunesse, puis à partir de 1900 travaille dans une filature de coton, où il est nommé contremaître. Il exerce également le métier de peintre en bâtiment. Carson continue de pratiquer la musique en amateur et participe à des concours de violonistes. Entre 1914 et 1922, il obtient à sept reprises le titre de « champion des violonistes de Géorgie ». En raison de sa notoriété, il est approché par des hommes politiques. Thomas Edward Watson (en), auquel il dédie la chanson Tom Watson Special, ainsi que Herman et Eugene Talmadge (en), l'engagent pour animer leurs réunions électorales. À partir de 1922, il se fait connaître au-delà des frontières de l'État en chantant sur les ondes de la station de radio WSB lancée par The Atlanta Journal,,.
L'année suivante, Fiddlin' John Carson devient le premier artiste country originaire du Sud des États-Unis à enregistrer un disque. Il fait ses débuts discographiques à l'âge de 55 ans. Ralph Peer (en), découvreur de talents pour Okeh Records, est envoyé dans le Sud afin de recruter des artistes locaux et lui permet d'enregistrer les titres The Old Hen Cackled and the Rooster's Going to Crow et The Little Old Log Cabin in the Lane pour le label,. Les responsables d'Okeh ne sont pas impressionnés pas le résultat des séances. Ils décident de presser un disque à 500 exemplaires et de le vendre uniquement dans la région d'Atlanta. Mais devant la demande du public, le label doit réapprovisionner les magasins à plusieurs reprises,. Par la suite, Carson est régulièrement invité en studio et enregistre près de 150 titres pour Okeh entre 1923 et 1931. Il est parfois accompagné par son groupe, The Virginia Reelers, auquel appartient sa fille Rosa Lee, surnommée Moonshine Kate,. Après la Grande Dépression, Carson enregistre pour le label RCA Victor.
Le succès de Carson aide à populariser la musique country et à en faire un genre musical reconnu, à l'égal du blues ou du jazz,. Toutefois, les ventes de ses disques lui rapportent peu d'argent. Carson ne sait pas lire la musique et seulement neuf titres sont déposés en son nom au cours de sa vie. Au terme de sa carrière de musicien, il est employé en tant que garçon d'ascenseur au Capitole de l'État de Géorgie à Atlanta grâce au soutien d'Herman Talmadge, devenu gouverneur,.

## Style musical
Le jeu de Fiddlin' John Carson est proche de celui des pionniers de l'old-time music, comme le fiddler Gid Tanner. Carson chante en utilisant la technique du mélisme.